# Dömnitz
Die rund 28,8 Kilometer lange Dömnitz ist ein linker Nebenfluss der Stepenitz in der brandenburgischen Landschaft Prignitz.
Zuflüsse der Dömnitz, deren Einzugsgebiet etwa 264 km² umfasst, sind die Kümmernitz, der Eisbach und der Rodanebach.
Der Bach entspringt auf dem Gebiet der Gemeinde Halenbeck-Rohlsdorf im Landkreis Prignitz, den er bis zu seiner Mündung nicht mehr verlässt. Nach Durchfließen des Sadenbecker Stausees erhält die Dömnitz mit dem Blesendorfer Abzugsgraben auch einen Zufluss aus der Gemeinde Heiligengrabe im Landkreis Ostprignitz-Ruppin. Südwestlich des alten Mühlendorfes „Streckenthin“ trifft das Wasser auf einen weiteren Zufluss, der aus „Sadenbeck“ beziehungsweise „Neu-Krüssow“ kommt. Die Dörfer zählen heute als Ortsteile zu Pritzwalk. Der Bach fließt in südwestliche Richtung und erreicht nach kurzer Strecke mit Pritzwalk den größten Ort und die einzige Stadt in seinem Verlauf.

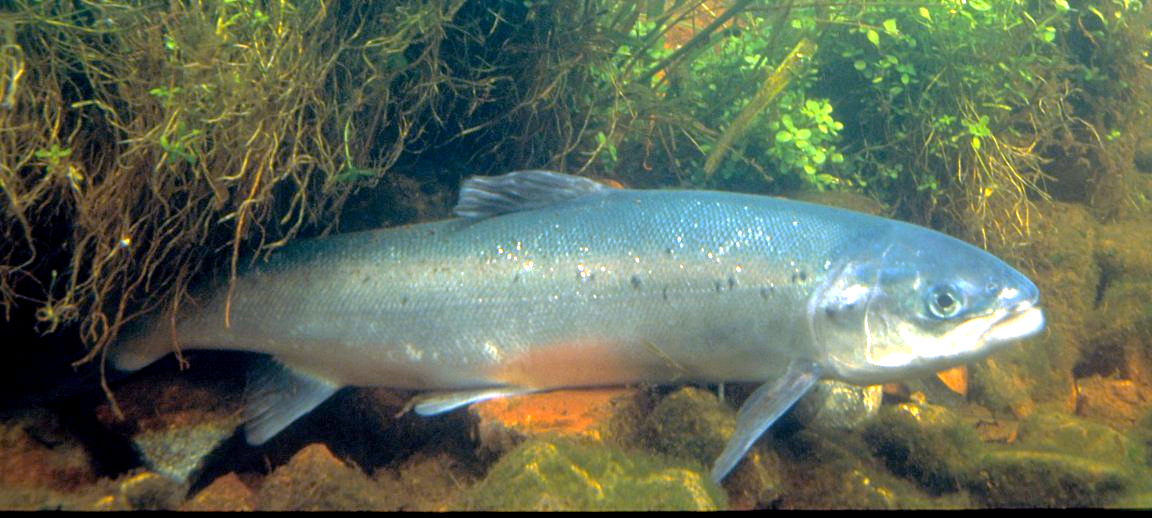
Atlantischer Lachs

1993 verursachte die Dömnitz in der historischen Stadt eine Hochwasserkatastrophe mit
gewaltigen Schäden. Nach Pritzwalk wendet sich der Bach nach Westen, lässt das heute zur Stadt gehörende Dorf „Schönhagen“ nördlich liegen, durchfließt ein weitgehend siedlungsfreies Gebiet und mündet nordöstlich von Wolfshagen in die Stepenitz, die ein rechter Nebenfluss der Elbe ist.
Die Dömnitz hat Bedeutung im Zusammenhang mit dem sogenannten Programm „Elblachs 2000“. Das Programm verfolgt das Ziel, selbst reproduzierende und fischereiwirtschaftlich nutzbare Lachs- und Meerforellenbestände in der Elbe und ihren Nebenflüssen wiederherzustellen. Am 1. April 1999 wurden bei der Schönhagener Mühle 50.000 Junglachse und 10.000 Meerforellen in die Dömnitz in die Freiheit entlassen. Seit 2002 sind 54 Lachse und 35 Meerforellen zum Laichen in das Stepenitzsystem zurückgekehrt – aufgrund dieses Erfolges startete das Land Brandenburg 2004 ein Wiederansiedelungsprogramm für Lachse auch in der Pulsnitz und Schwarzen Elster.
Der Name leitet sich von der  polabischen Wurzel *dob’n- für 'schön, anmutig' ab.